# Graafschap Leiningen-Guntersblum
Het graafschap Leiningen-Guntersblum was een tot de Boven-Rijnse Kreits behorend graafschap binnen het Heilige Roomse Rijk.
Guntersblum bij Oppenheim in Rijnland-Palts was een vroege bezitting van het graafschap Leiningen.

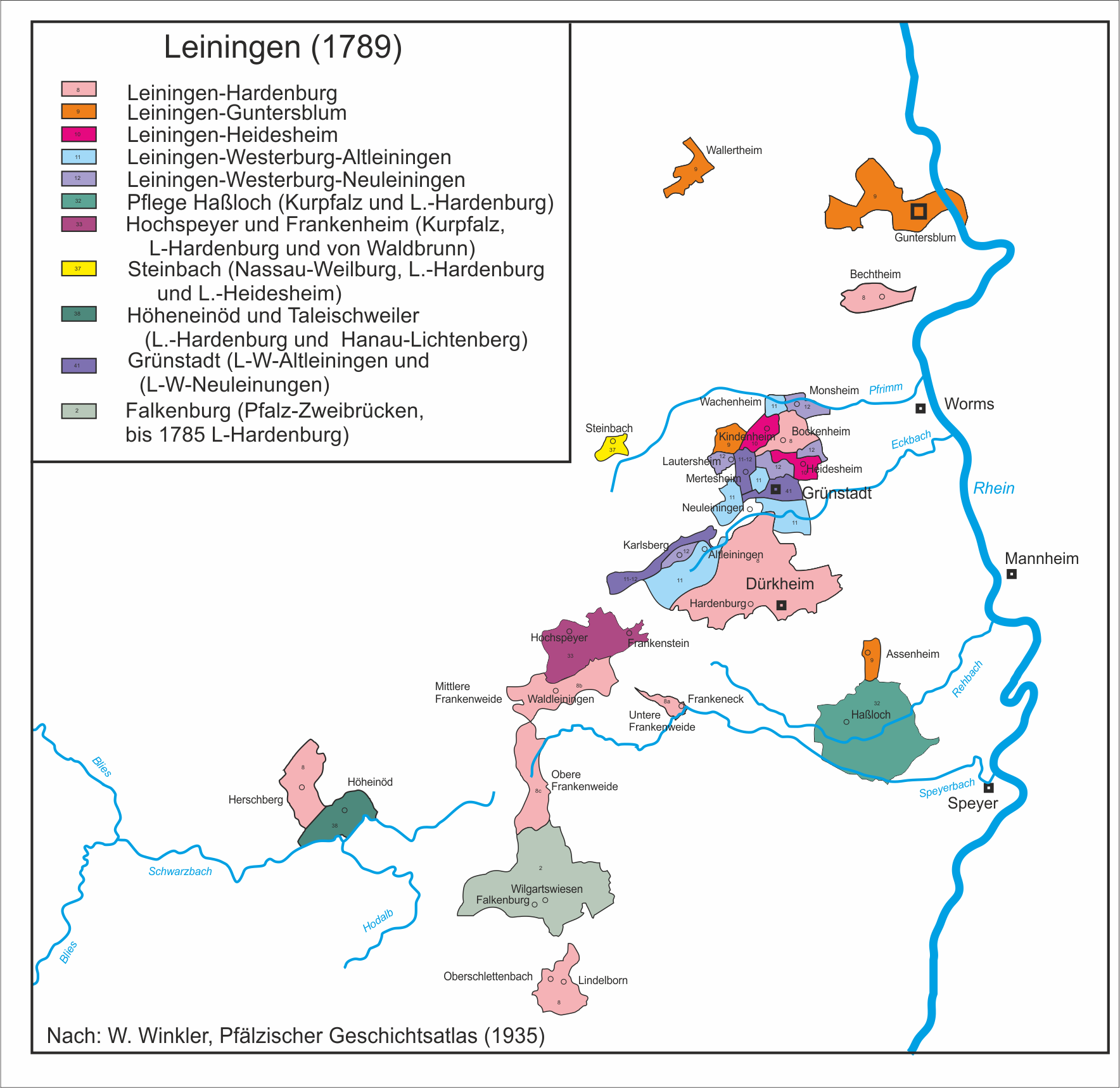
kaart van de graafschappen in 1789

Guntersblum maakte deel uit van het graafschap Leiningen-Dagsburg-Falkenburg.
Na de dood van graaf Emich XII in 1657 vond er een verdeling plaats onder zijn drie zonen:
- Georg Willem te Heidesheim. Heidesheim had Falkenburg als residentie van het graafschap vervangen. Uitgestorven in 1766
- Emich Christiaan kreeg het halve graafschap Dagsburg (Frans: Dabo), uitgestorven in 1709
- Johan Lodewijk te Guntersblum, uitgestorven in 1774

Toen de hoofdtak in 1766 was uitgestorven werden het graafschap Leiningen-Falkenburg en het halve graafschap Dagsburg onder graaf Frederik Theodoor te Guntersblum herenigd. Na zijn dood in 1774 werden de meeste bezittingen weer herenigd met het graafschap Leiningen-Dagsburg-Hardenburg. 

## De onwettige tak Leiningen-Guntersblum
De broers Willem Karel en Wenzel Josef van Leiningen-Guntersblum waren nakomelingen van graaf Johan Lodewijk uit een buitenechtelijke verbinding. Zij maakten aanspraak op de erfenis van hun voorvader en een proces bij de Rijkshofraad in Wenen leidde in 1782, 1783 en 1784 tot uitspraken die hun aanspraken erkenden. Dit leidde in 1787 tot een vergelijk met de vorst van Leiningen, waarbij ze in het bezit gesteld werden van 2 ambten van het voormalige graafschap Leiningen-Falkenburg, namelijk Guntersblum voor Willem Karel en Heidesheim voor Wenzel Josef. De rest van het voormalige graafschap bleef deel van het graafschap Leiningen-Dagsburg-Hardenburg. Hiermee is er een nieuw graafschap Leiningen-Guntersblum ontstaan.
In 1797 wordt het graafschap deel van Frankrijk. In de Reichsdeputationshauptschluss van 25 februari 1803 wordt de graaf in artikel 20 schadeloos gesteld door de kellerij Billigheim van het voormalige keurvorstendom Mainz. Dit graafschap Leiningen-Billigheim is echter niet zelfstandig, want het valt onder de landshoogheid van het vorstendom Leiningen.
In de Rijnbondakte van 12 juli 1806 wordt in artikel 24 het ambt Billigheim onder de soevereiniteit van het groothertogdom Baden gesteld: de mediatisering.

## Regenten
| regering       | naam              | geboren    | overleden | familie                            |
| -------------- | ----------------- | ---------- | --------- | ---------------------------------- |
| 1658-1687      | Johan Lodewijk    | 26-2-1643  | 2-3-1687  | zoon van Emich XII                 |
| 1687-1719      | Emich Leopold     | 6-11-1685  | 28-1-1719 | broer                              |
| 1719-1766      | Emich Lodewijk    | 22-12-1709 | 23-9-1766 | zoon                               |
| 1766-1774      | Frederik Theodoor | 7-9-1715   | 30-9-1774 | broer                              |
| 1787-1797/1806 | Willem Karel      | 5-7-1737   | 26-1-1809 | achterkleinzoon van Johan Lodewijk |